# Laufabrauð

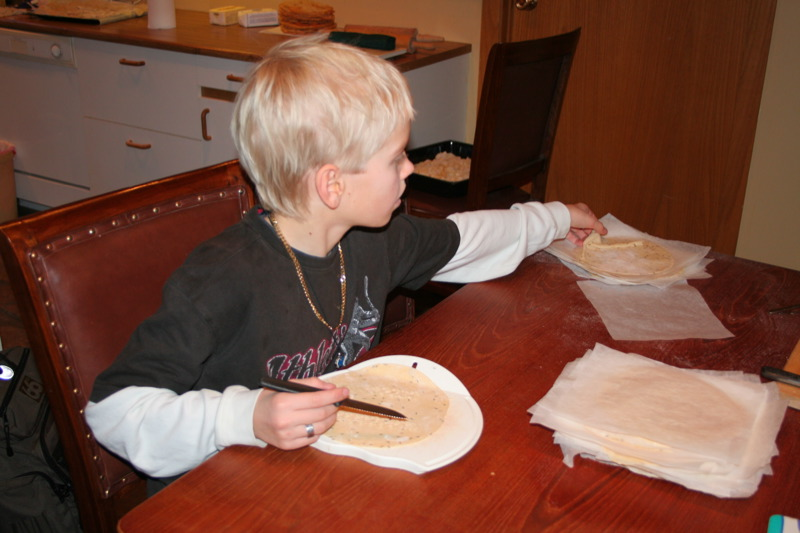
Laufabrauð

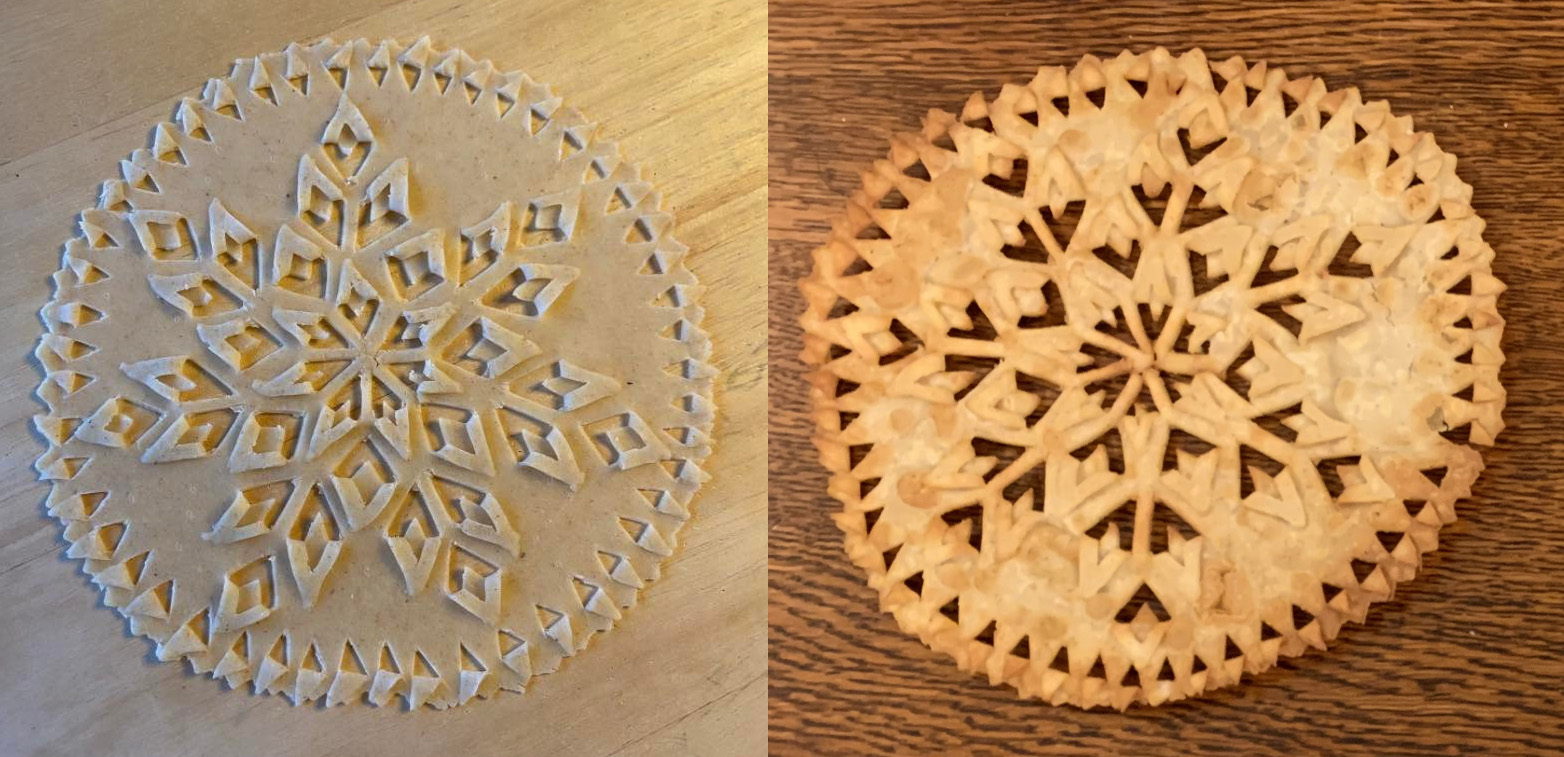

Laufabrauð  (auch Schneeflockenbrot oder Laubbrot genannt) ist ein traditionelles Weihnachtsgebäck aus Island.

## Herkunft und Beschreibung
Laufabrauð stammt ursprünglich aus dem Norden Islands, gilt aber inzwischen auf ganz Island als ein traditionelles Festtagsgebäck für die Zeit um Weihnachten und Neujahr. Die ältesten schriftlichen Quellen stammen aus der ersten Hälfte des 18. Jahrhunderts. Damals galt das Brot als die Hauptsüßspeise der Isländer. Bis zum Ende des 19. Jahrhunderts hatte sich die Zubereitung des Gebäcks als Teil der isländischen Weihnachtsfeierlichkeiten etabliert. 1915 wurde es in einem Weihnachtsgedicht erwähnt.
Der Teig besteht aus Weizenmehl, Milch, Salz und Backpulver, einige Rezepte verwenden zusätzlich Zucker. Der Teig wird zu hauchdünnen Fladen gewalzt, die anschließend aufwändig mit eingeritzten Mustern verziert werden. Dazu werden auch Stanzrädchen aus Messing verwendet. Da Weizenmehl, Butter und Sahne auf Island immer Mangelware und damit teuer waren, entstanden auch viele alternative Rezepte, bei denen schwierig zu beschaffende Zutaten etwa durch Gersten- und Roggenmehl oder Butter durch Talg ersetzt wurden.
Das Laufabrauð wird in einer hochrandigen Pfanne in Fett frittiert, bis es goldbraun ist.
Der Zeitaufwand wird mit gut zwei Stunden angegeben, wobei die Kochkünste und die handwerklichen Fähigkeiten, die notwendig sind, um ein präsentables Ergebnis zu erzielen, gut sein sollten.
Laufabrauð wird traditionell zu Hause hergestellt. In der Vorweihnachtszeit ist das Gebäck aber auch in Bäckereien und Supermärkten erhältlich, sowie als vorgefertigte, tiefgekühlte Teigrohlinge.